# كويش (ملاثاني)
كويش (بالفارسية: کهیش) هي منطقة سكنية تقع في إيران في قسم ملاثاني الريفي. يقدر عدد سكانها بـ 72 نسمة.